# Ángel García Rollán
Ángel García Rollán fue un militar español.

## Biografía
Militar profesional, pertenecía al arma de infantería. Tras el estallido de la Guerra civil se mantuvo leal a la Segunda República, integrándose con posterioridad en el Ejército Popular de la República. Llegaría a desempeñar las funciones de jefe de Estado Mayor de la 43.ª División, unidad desplegada al norte del frente de Aragón. En abril de 1938 fue nombrado jefe de Estado Mayor del XIII Cuerpo de Ejército, en el frente de Teruel. Se mantuvo en ese puesto hasta el mes de agosto del mismo año.
Con posterioridad también desempeñaría la jefatura de Estado Mayor del XVII Cuerpo de Ejército.
Se casó con Carmen Andreu en Tarragona y en 1935 tuvo un hijo, Javier García Andreu quien emigraría a México en 1967.